# Djupviktjärnen
Djupviktjärnen är en sjö i Vindelns kommun i Västerbotten och ingår i Umeälvens huvudavrinningsområde. Sjön har en area på 0,153 kvadratkilometer och ligger 218,1 meter över havet.

## Delavrinningsområde
Djupviktjärnen ingår i det delavrinningsområde (715751-167531) som SMHI kallar för Utloppet av Åmträsket. Medelhöjden är 240 meter över havet och ytan är 22,66 kvadratkilometer. Räknas de 8 avrinningsområdena uppströms in blir den ackumulerade arean 64,11 kvadratkilometer. Krokan som avvattnar avrinningsområdet har biflödesordning 4, vilket innebär att vattnet flödar genom totalt 4 vattendrag innan det når havet efter 155 kilometer. Avrinningsområdet består mestadels av skog (66 procent). Avrinningsområdet har 6,12 kvadratkilometer vattenytor vilket ger det en sjöprocent på 27 procent.